# Erythradenia pyramidalis
Erythradenia es un género botánico monotípico perteneciente a la familia de las asteráceas. Su única especie: Erythradenia pyramidalis es originaria de México.

## Descripción
Las plantas de este género sólo tienen disco (sin rayos florales) y los pétalos son de color blanco, ligeramente amarillento blanco, rosa o morado (nunca de un completo color amarillo).

## Taxonomía
Erythradenia pyramidalis fue descrita por   (B.L.Rob.) R.M.King & H.Rob.  y publicado en Brittonia 21(3): 285. 1969.
Sinonimia
- Decachaeta pyramidalis (B.L.Rob.) "S.D.Sundb., C.P.Cowan & B.L.Turner"
- Piqueria pyramidalis B.L.Rob.[5]